# Michael I. Blake
Michael I. Blake (* in Kanada) ist ein Philosoph und seit 2005 Professor für Philosophie, Public Policy und Governance an der University of Washington. Seine Forschungsschwerpunkte liegen in den Bereichen Globale Gerechtigkeit und Migration.

## Werdegang
Nach seinem Abschluss an der University of Toronto 1993 besuchte Blake die Yale Law School und promovierte an der Stanford University in Philosophie. Bevor er die Professuren an der University of Washington antrat, war er bis 2005 Assistant Professor an der Harvard University.
2017 erhielt er nach eigenen Angaben die Staatsbürgerschaft der USA.
Michael Blake war Gast bei Sendungen der Canadian Broadcast Corporation.

## Publikationen (Auswahl)
Bücher
- Justice and Foreign Policy. Oxford University Press, Oxford 2013, ISBN 978-0-19-955200-9.
- mit Gillian Brock: Debating Brain Drain. May Countries Restrict Emigration? Oxford University Press, Oxford 2015, ISBN 978-0-19-931561-1.
- Justice, Migration, and Mercy. Oxford University Press, Oxford 2020, ISBN 978-0-19-087958-7.
- Zwischen Gerechtigkeit und Gnade. Eine Ethik der Migrationspolitik. Aus dem Englischen von Thorben Knobloch. Darmstadt 2021.

Artikel
- Global Distributive Justice. Why Political Philosophy Needs Political Science. In: Annual Review of Political Science, 15, 2012, S. 121–136.[5]
- Shame, Memory, and the Unspeakable. The International Criminal Court as Damnatio Memoriae. In: San Diego Law Review, 50, 2013, S. 905–930.[6]
- Immigration, Jurisdiction, and Exclusion. In: Philosophy and Public Affairs. 41, 2, 2013, S. 103–130.[7]
- Justice and Foreign Policy. A Reply to My Critics. In: Ethics and International Affairs. 29, 3, 2015, S. 301–314.[8]
- Why Deporting the ‚Dreamers‘ is Immoral. In: The Conversation. 28. Februar 2018 (online, abgerufen am 8. Juli 2020).
- Virtual Politics, Real Guns. On Cloud Community, Violence, and Human Rights. In: Global Governance Program. EUI-Florence, April 29, 2018 (online, abgerufen am 8. Juli 2020).